# Гюсен Сінані
Гюсен Сінані (алб. Hysen Sinani; нар. 7 лютого 1949, Тирана) — албанський журналіст, письменник і перекладач. 

## Біографія
Це самоук, який так і не здобув вищої освіти. У 1964-1974 роках працював робітником на кількох підприємствах легкої промисловості. У той час він самотужки вивчив французьку і знайшов роботу в редакції одного з літературних журналів, де надрукував свої перші репортажі. На посаді літературного редактора вивчив італійську і грецьку. У 1985 році покинув роботу в редакції і працевлаштувався робітником на тракторному заводі. 1991 року нелегально емігрував у Грецію, щоб повернутися в Албанію вже в 1992 році. Тоді він заснував видавництво «Artemida». Одним із перших творів, опублікованих у ньому, був грецько-албанський словник (20 000 слів), укладений Сінані. Плачевне фінансове становище видання змусило його знову емігрувати в Грецію, де він проживав у 1994-1999 роках. 1999 року повернувся в Тирану і присвятив себе письменницькій, журналістській та перекладацькій праці. Писав головним чином для газет «Drita» і «Shqip».
Як письменник дебютував соцреалістичним романом  «Гьєргь» із 1980 року — історією робітника, який за всяку ціну хоче бути прогресивним. У 1990-х роках зосередився на проблематиці суспільних конфліктів, але й писав фантастичні або сповнені іронії романи. Він також автор самовчителя грецької мови і співавтор антології поезії арберешів.
У перекладацькому доробку Сінані вирізняються романи «За батьківщину» Ібаньєса, «Життя Вольтера» Андре Моруа або «Подорож на край ночі» Селіна. Серед авторів, перекладених ним на албанську, був також Мауріціо Маджані, Шарль Ріше і маркіз де Сад.
До 2015 року обіймав посаду голови Спілки письменників і художників Албанії.

## Романи
- 1980: Gjergji, Tirana
- 1989: Nuk e harroja atë ditë (Не забуду цього дня), Тирана
- 1992: Një burrë si ky, (Чоловік такий, як цей), Тирана
- 1999: 52 burra për një grua, (52 чоловіки на одну жінку), Тирана
- 2000: Legjenda e dheut të keq (Оповідь про погану землю), Тирана
- 2002: Triseta: roman parahistorik (Трісета: параісторичний роман), Тирана
- 2003: Sadisti, (Садист), Тирана
- 2013: Një burrë i vetmuar (Самотній чоловік), Тирана